# 다시초등학교
다시초등학교는 대한민국 전라남도 나주시에 있는 공립 초등학교이다.

## 학교 연혁
- 1919년 11월 28일 설립인가
- 1920년 2월 11일 고막원공립보통학교 개교 (4년제)
- 1921년 3월 23일 4년제 제1회 졸업식(2명)
- 1926년 4월 1일 수업 연한 6년제 연장
- 1931년 10월 1일 다시공립보통학교로 변경
- 1938년 4월 1일 다시공립심상소학교로 개칭
- 1941년 4월 1일 다시공립국민학교로 개칭
- 1946년 5월 25일 다시국민학교로 개칭
- 1981년 3월 1일 병설유치원 개원
- 1990년 3월 1일 회진국민학교 통합
- 1995년 3월 1일 국동분교, 신광분교 통합
- 1999년 9월 1일 다시남초등학교 통합
- 2016년 9월 1일 제33대 이경희 교장 부임
- 2018년 2월 8일 제98회 12명 졸업 (총 졸업생 10,341명)

## 참고 자료
- 다시초등학교 - 한국교육학술정보원 학교알리미